# VodafoneZiggo
VodafoneZiggo Group B.V. is een Nederlandse aanbieder van televisie, internet en telefonie. Het bedrijf is in 2017 ontstaan na een fusie tussen de Nederlandse activiteiten van Liberty Global en Vodafone. Het opereert onder drie merknamen, Vodafone, Ziggo en Hollandsnieuwe. Eind 2024 had het bedrijf 3,4 miljoen huishoudens als vaste klant en 5,6 miljoen mobiele klanten.

## Geschiedenis

### Voorlopers
In 2005 werd Multikabel verkocht aan Warburg Pincus voor € 530 miljoen. Warburg Pincus maakte, samen met Cinven, in juli 2006 de voorgenomen overname met een waarde van € 2,1 miljard van Casema bekend. Op 3 augustus 2006 maakten Warburg Pincus en Cinven een bod op Essent Kabelcom bekend, de twee boden € 2,6 miljard. De Nederlandse Mededingingsautoriteit ging hier op 8 december 2006 mee akkoord. De verkoop vond uiteindelijk plaats op 31 januari 2007. De combinatie van Essent Kabelcom, Casema en Multikabel telde destijds zo'n 3,3 miljoen klanten.

### Eenwording

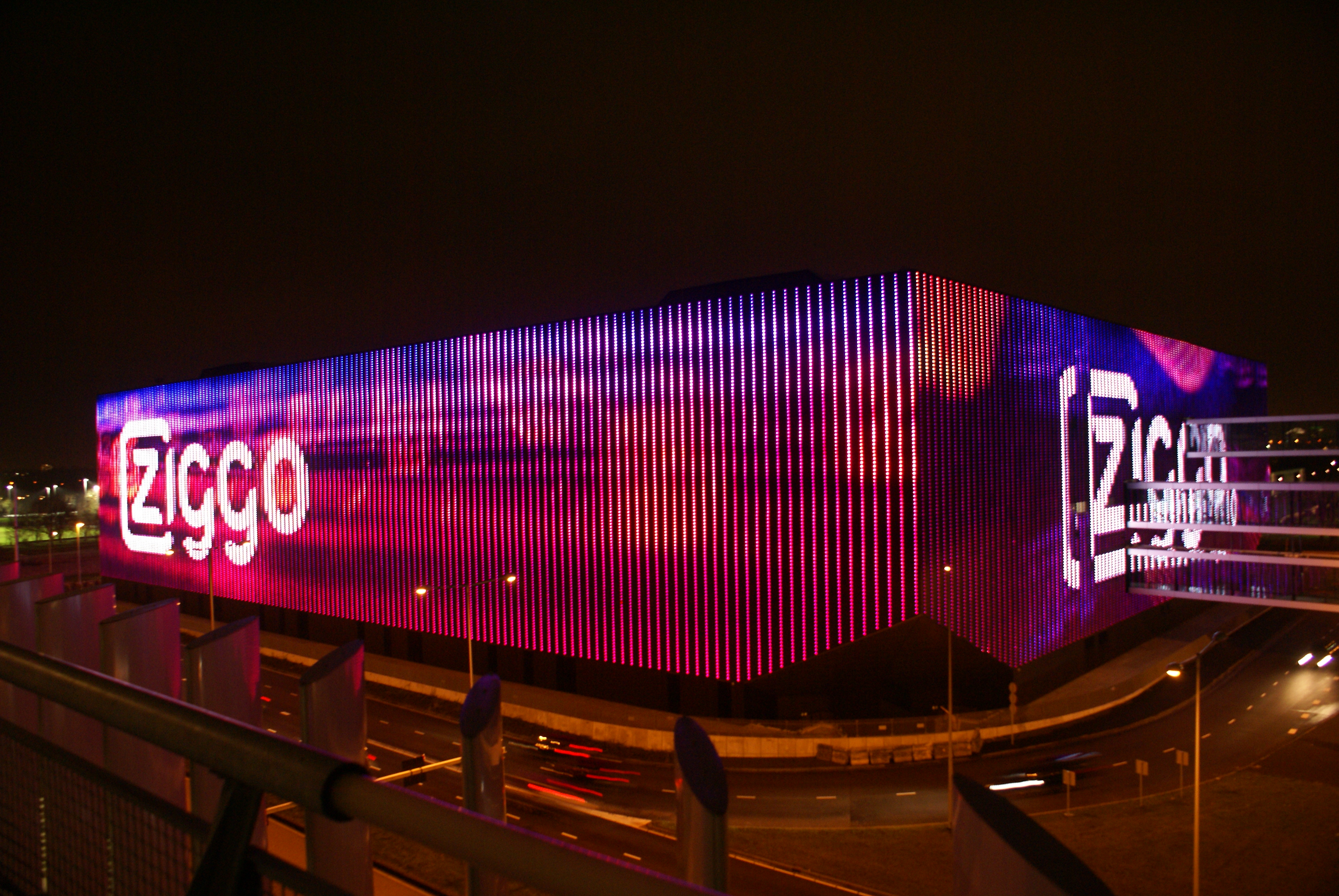
De Ziggo Dome te Amsterdam in de avond

@Home en Casema trokken per 1 juli 2007 hun tarieven voor telefonie en internet en hun internetsnelheden gelijk. Multikabel volgde op 1 september van dat jaar. Ook de tarieven voor televisie werden bij alle drie de bedrijven gelijkgetrokken. Daarnaast werd er bij digitale televisie in meerdere fases een nieuw zenderpakket ingevoerd, met verschillende keuzepakketten.
De fusie van de drie bedrijven werd op 16 mei 2008 afgerond. Sindsdien worden de activiteiten voortgezet onder de naam Ziggo. De naam is verzonnen, medewerkers konden meedenken over de naam, waarin geen delen van de naam van de voorgangers mochten worden opgenomen. Ziggo is dus geen verwijzing naar iets of iemand.
Op 21 maart 2012, vier jaar na de eenwording, ging Ziggo N.V. naar de effecten in Amsterdam waarbij circa 25% van de 200 miljoen aandelen op de beurs kwam. De introductiekoers was € 18,50, waardoor de totale opbrengst voor de verkopende aandeelhouders zo'n € 925 miljoen bedroeg en het hele bedrijf op € 3,7 miljard gewaardeerd werd. Het aandeel werd opgenomen in de AMX aandelenindex.
Op 24 juni 2012 werd de Ziggo Dome geopend, dit gebouw lag toen midden in het verzorgingsgebied van concurrent UPC. In 2022 werd het naamgeverschap met tien jaar verlengd.

### Liberty Global

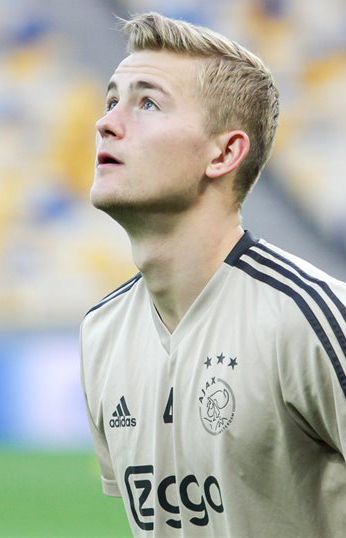
Matthijs de Ligt tijdens een training van Ajax met Ziggo als hoofdsponsor op het shirt

Cinven en Warburg Pincus kondigden in maart 2013 de verkoop aan van circa 40 miljoen aandelen of zo'n 20% van het totaal. Tezamen hielden de twee aandeelhouders voor de verkoop nog 74,2 miljoen aandelen, waarvan er na de verkoop nog 34,2 miljoen resteerde. De begeleidende bank, Barclays, kon circa 34 miljoen aandelen verkopen tegen een koers van € 25,75. De totale opbrengst kwam hierdoor op ongeveer € 875 miljoen. Kort erna werden de resterende aandelen alsnog verkocht aan Liberty Global. Liberty Global kreeg hiermee een aandelenbelang van 12,7% waarvoor het € 633 miljoen betaalde. Op 27 juli 2013 had Liberty Global het belang in Ziggo verhoogd naar 28,5%. Volgens de beursregels moest Liberty Global een openbaar bod op alle aandelen Ziggo doen, als het belang boven de 30% zou uitkomen.

#### Fusie UPC en Ziggo
Op 27 januari 2014 kondigde Liberty Global, tevens eigenaar van UPC Nederland, aan dat het Ziggo volledig wilde overnemen. De twee kabelaanbieders zijn samen gegaan onder de naam Ziggo.
Omdat er na deze overname nog maar één grote kabelaanbieder in Nederland over zou blijven, waardoor er mogelijk te weinig vrije concurrentie zou bestaan, moesten eerst de Autoriteit Consument en Markt (ACM) en de Europese Commissie (EC) goedkeuring geven voor deze overname. Nadat deze onder voorwaarden hadden ingestemd en de aandeelhouders het bod van Liberty Global hadden geaccepteerd, werd op 5 november 2014 de overname afgerond. Ziggo en UPC zijn sinds 13 april 2015 officieel samengegaan als één bedrijf.
Op 1 januari 2015 startte Ziggo als de nieuwe hoofdsponsor van voetbalclub AFC Ajax, waarmee het zijn naamsbekendheid wilde vergroten. Deze samenwerking werd in 2021 tweemaal opengebroken en verlengd: eerst tot 2023 en later tot 2025. In 2024 werd deze overeenkomst opnieuw verlengd, ditmaal tot 2027 met een optie voor nog twee jaar. Op 12 november 2015 startte de sportzender Ziggo Sport en de uitgebreidere betaal-tv-dienst Ziggo Sport Totaal. Hier zendt het verschillende sporten uit met een focus op grote sportevenementen en sportgerelateerde films en documentaires. Zo kocht de zender de rechten van de Premier League, Serie A, Primera División, Champions League, Formule 1 en verschillende golf- en tennistoernooien. Abonnees van Ziggo hebben nog een extra interactief kanaal, Ziggo TV, waarop het aanbod van digitale zenders van Ziggo te zien is. Zo worden er trailers van films, afleveringen van nieuwe series en live-registraties van concerten in de Ziggo Dome uitgezonden.

#### Fusie Vodafone en Ziggo
Op 16 februari 2016 werd bekend dat de telecomaanbieders Ziggo en Vodafone willen samenwerken. Er ontstond een nieuw fusiebedrijf, VodafoneZiggo, dat op 1 januari 2017 van start ging. Op hetzelfde moment ging het bedrijf de video on demand dienst Ziggo Movies & Series aanbieden, waarvoor het een samenwerking aanging met het Amerikaanse Home Box Office (HBO). Hierdoor vervielen de diensten MyPrime en TV Royaal. Op 12 januari verhuisde Ziggo Sport haar activiteiten van Amsterdam naar het Hilversumse Media Park.
Vanaf april 2021 is het tv-aanbod van Ziggo volledig digitaal.
In het najaar van 2021 werd Priority gelanceerd, waarbinnen VodafoneZiggo klanten exclusieve voordelen krijgen. Hiervoor werkt het samen met Mojo Concerts, Ajax, de Ziggo Dome en The Park Playground.
Vanaf april 2022 worden radioprogramma's enkel nog digitaal doorgegeven aan de Ziggo-klanten. In 2023 zette het verdere stappen in het verhogen van de beeldkwaliteit via smart-tv's en streamingsapparaten.

#### Consortium internetaanbieders
VodafoneZiggo vormde een gelegenheidsconsortium met DELTA Fiber, Koninklijke KPN en T-Mobile om de rechten van de Eredivisie te bemachtigen. Het consortium bood de clubs een bedrag van € 180 miljoen per jaar. Het nam het hiermee op tegen de huidige rechtenhouder The Walt Disney Company, die de wedstrijden uitzendt op ESPN. Op dinsdag 10 oktober 2023 stemde de clubs unaniem in met de nieuwe deal met de Amerikanen. Ondanks het akkoord van de clubs legde het consortium van kabelaars zich nog niet neer bij de deal en stapten daarvoor naar de ACM om het onderhandelingsproces door te laten lichten. De ACM zag echter geen reden om in te grijpen.
Naast de biedingen voor de voetbalrechten werd er ook ingezet op video on demand door overeenkomsten te sluiten met Disney+, SkyShowtime, Pathé Thuis en Canal+ en Apple TV+. SkyShowtime verving later, in augustus 2023, de dienst Ziggo Movies & Series.

## Activiteiten

### Diensten
De kernactiviteit van het bedrijf is het leveren van radio- en televisiesignalen. Het basisabonnement omvat circa 30 digitale televisiezenders, de zenders in dit pakket worden niet versleuteld en kunnen op een standaardtelevisietoestel uitgebreid met DVB-C-tuner ofwel settopbox ontvangen worden, met extra afstandsbediening. De aanvullende pakketten worden wel versleuteld. Naast televisie levert Ziggo ook internet, en telefoon via de kabel en mobiel.
Op 15 maart 2010 opende Ziggo de eerste Ziggo Studio in Zwolle. De winkel dient vooral om nieuwe klanten te werven, maar ook om advies te geven over hun producten en ook het verkopen van nieuwe decoders. Er volgden meerdere vestigingen die nu onder de naam VodafoneZiggo actief zijn.
VodafoneZiggo maakt verder gebruik van externe belbedrijven. Deze belbedrijven bellen ongevraagd met een commercieel aanbod, en maken hierbij gebruik van misleiding, agressieve en verboden verkooptactieken.

### Resultaten
Eind 2024 voorzag het bedrijf 3.389.500 huishoudens van televisie, 3.107.400 huishoudens van een internetverbinding en 1.596.300 huishoudens van telefonie. Het had 5.1583.700 mobiele abonnees (waarvan 284.500 prepaid).
| Jaar | Aansluitingen | Klanten vaste diensten | Klanten mobiele diensten | Omzet         | Bedrijfs- resultaat |
| Jaar | (× 1000)      | (× 1000)               | (× 1000)                 | (× € miljoen) | (× € miljoen)       |
| ---- | ------------- | ---------------------- | ------------------------ | ------------- | ------------------- |
| 2017 | 7100          | 3900                   | 4800                     | 3995          | 193                 |
| 2018 | 7200          | 3900                   | 4960                     | 3895          | 111                 |
| 2019 | 7250          | 3880                   | 5065                     | 3937          | 106                 |
| 2020 | 7300          | 3836                   | 5190                     | 4000          | 249                 |
| 2021 | 7325          | 3738                   | 5365                     | 4077          | 297                 |
| 2022 |               |                        |                          | 4066          | 379                 |
| 2023 | 7517          | 3553                   | 5642                     | 4115          | 238                 |
| 2024 | 7580          | 3416                   | 5584                     | 4114          | 305                 |

## Rechtszaken

### Rechtszaken met BREIN
Op 19 juli 2010 diende voor de rechtbank van 's-Gravenhage een kort geding waarbij Stichting BREIN in een zogenaamd proefproces als eiseres optrad tegen Ziggo. De eis bestond erin dat Ziggo als ISP de downloadsite The Pirate Bay – die niet bij Ziggo maar bij een buitenlandse provider werd gehost – moest blokkeren. BREIN beschouwde Ziggo als tussenpersoon om de diensten aan te bieden aan derden en op die manier inbreuk te maken op het auteursrecht. Daarom werd naast DNS-blocking ook IP-blocking voorgesteld. XS4ALL, een andere Nederlandse ISP, voegde zich in de zaak. Dat hield in dat XS4ALL bij de rechtbank had aangegeven dat de zaak voor XS4ALL van belang was en dat het bedrijf daarom ook in de zaak gehoord wilde worden. Tijdens de zitting konden daarom zowel de advocaten van XS4ALL als die van Ziggo verweer voeren tegen de eis van BREIN.
In het vonnis volgde de rechter de zienswijze van BREIN niet waardoor Ziggo 'The Pirate Bay' niet hoefde te blokkeren. Belangrijkste argument vond de rechter dat slechts een deel van de klanten van Ziggo de website van 'The Pirate Bay' gebruikte om digitaal materiaal te downloaden. Het ontoegankelijk maken voor alle klanten van Ziggo ging de rechter te ver. BREIN moest optreden tegen dat deel van de klanten en niet tegen alle klanten van Ziggo. In België werd een maand daarvoor met BAF vs. Telenet/Belgacom een gelijkwaardig proces gevoerd waar de auteursvereniging evenmin gelijk kreeg. BREIN ging in beroep tegen de uitspraak in een kort geding.
In januari 2012 gelastte de rechter dat Ziggo en XS4ALL toegang tot 'The Pirate Bay' moesten blokkeren. Hiertegen is door Ziggo en XS4ALL beroep aangetekend. Op 28 januari 2014 heeft het hogere gerechtshof in Den Haag geoordeeld dat de blokkade van 'The Pirate Bay' niet effectief was en heeft het bevel tot blokkade zodoende afgewezen op de grond dat niet aan het effectiviteits-/evenredigheidsvereiste is voldaan. Op 22 september 2017 heeft de rechtbank in Den Haag beslist dat Ziggo en XS4ALL de toegang tot de website van 'The Pirate Bay' wederom moesten blokkeren.

## Trivia
- In België (Vlaanderen) is VodafoneZiggo-eigenaar Liberty Global eigenaar van een vergelijkbare organisatie, Telenet.